# 榎本吉孝
榎本 吉孝（えのもと よしたか）は、日本の知的財産学者・情報学者。弁理士。大阪工業大学知的財産専門職大学院教授。元特許庁審査第一部首席審査長。元日本貿易振興機構(JETRO)ソウル事務所副所長、元工業所有権情報・研修館(INPIT)審議役・知財活用支援センター長。元発明協会特許流通促進事業センター部長。ピラミデ国際特許事務所パートナー・弁理士。
専門は、特許権・特許情報・知的財産情報システム、国際特許・工業所有権（特に日本・韓国）・実用新案法、知的財産戦略（特に知的財産事業化）。

## 略歴
和歌山県立新宮高等学校卒業。1990年名古屋大学大学院理学研究科物理学専攻修士課程修了。通商産業省（現：経済産業省）特許庁に入庁、主に特許審査・審判実務に従事。2012年同庁審査第一部審査推進室長、のちに審査第一部首席審査長。その後、知財戦略支援業務として出向も経験し、発明協会特許流通促進事業センター部長、日本貿易振興機構(JETRO)ソウル事務所副所長、工業所有権情報・研修館(INPIT)審議役・知財活用支援センター長なども務める。2021年特許庁審判部第6部門長。2022年大阪工業大学知的財産専門職大学院教授。ピラミデ国際特許事務所パートナー・弁理士。
知的財産情報システムの対外啓蒙活動として、工業所有権情報・研修館（INPIT）主催「特許調査実践研修カリキュラム2025」で講師を務めている。